# Esaias Tegnér
 "Tegnér" omdirigeres hertil. For andre betydninger af Tegnér, se Tegnér (flertydig).
Esaias Tegnér (født 13. november 1782 i Kyrkerud, Värmland, død 2. november 1846 i Växjö) var en svensk digter, farfar til Esaias den yngre og Elof Tegnér.

## Opvækst
Faren, en värmlandsk præst, døde 10 år efter sønnens fødsel, og hans mor havde ikke råd til at ofre videre til hans studier, så han blev sat i huset hos en ven af familien, kronefoged Jakob Branting, hvis yndling han blev. Skønt han viste gode praktiske anlæg, blev det dog hurtigt klart, at hans evner lå for studierne, og kronefogeden sørgede for, at han blev optaget i det hjem, hvor hans ældre bror Lars Gustaf var huslærer, og 1797 fulgte han broren til Rämmens bruk i Värmland, hvor han fandt et udmærket velforsynet bibliotek, som han benyttede til ivrigt studium af latinske, franske og græske forfattere, særlig Homer.
Da broren fulgte de fire ældste sønner til Lund, tog Esaias midlertidigt ophold hos sin mor, men vendte allerede samme år tilbage, denne gang for selv at undervise de yngste børn, og under dette ophold udvikledes hans poetiske interesse, og hans digteriske anlæg kaldtes frem ved en forelskelse i husets yngste datter, Anna Myhrman, som senere blev hans hustru. Myhrman var en ivrig revolutionær, for hvem Bonaparte stod som idealet af en humanitets- og frihedskæmper, og den vordende digter delte Myhrmans begejstring. Han blev inspireret af de store verdensbegivenheder og af Napoleon, hvem han apostroferer som Dydens Søn og i Vid tidningen om Bonapartes återkomst från Egypten formaner til at blive sig værdig eller at falde.

## Student i Lund
I Lund, hvor han blev indskrevet som student 1799, fandt han sig hurtig til rette, fordi han der kunne fortsætte sine klassiske studier, og han drev dem så vidt, samtidig med at han fordybede sig i filosofisk grublen, at han vakte sine professorers opmærksomhed og hurtig opnåede forskellige mindre hverv som vicebibliotekar, fakultetsnotar og adjunkt i æstetik. Hans digtning er under den lange forberedelsestid en tro afspejling af den storm og trængsel, der satte hans tanker og følelser i svingning. I århundredets første år indsendte han "Över livets plågor och tröst", "Ungdomen", "Kulturen" og andre regelmæssige, stærkt utilistiske og dystre digte til Akademiet, men uden at få belønning, hvorimod han andre steder fra modtog anerkendelse for "Elegi vid en broders död" og flere, og 1804 fremkaldte det ejendommelige "Till hembygden" hans første polemik med en vittig læge, hvori Tegnér svarede ved digtet "Eskulap"; men disse digte vidner alle mere om hans forbilleders indflydelse, end hvad han selv vil udvikle sig til.
Fra 1806 stammer nye påvirkninger; han har nu stiftet bekendtskab med Schiller og den nyere tyske litteratur, og i digtet "Försonligheten", der efter gentagen omarbejdelse fik endelig form i "Fridsröster", havde han udtrykt sin opfattelse angående trosforskelligheder og individets frie selvbestemmelsesret; men det oprindelig djærve fremstormende mildnes og gentages i mere kunstnerisk behersket form. Samtidig stiftede han gennem Ling bekendtskab med Oehlenschlägers digtning, og han inspireredes af samtidens begivenheder til digtene "England och Frankrike", "Nelson och Pitt", men gennembruddet skete, da hans patriotisme vaktes under den voldsomme krig mod Rusland og 1808 fremkaldte "Krigssang for skånska lantvärnet" og det store dityrambiske digt "Svea". Hans tanker optogs langt mere af fædrelandets kamp end af de begyndende litterære stridigheder, som han ville holde sig udenfor.
I "Svea" har han givet udtryk for den harme og smerte og det håb, som fyldte ham.
Digtet, der senere vandt Svenska Akademiens pris foranledigede Götiska förbundet til at optage Tegnér i medlemskredsen, og 1812 udgav han en del digte i Iduna, blandt hvilke "Majsång", "Skidbladner" og "Elden" er de ejendommeligste.

## Professor i græsk
1812 blev Tegnér, der 1806 havde holdt bryllup, udnævnt til professor i græsk, en stillng, som var oprettet specielt til ham, og der oprandt en række arbejdsår, hvorunder poesien dyrkedes jævnt. Hos akademiadjunkten Bolméer samledes en skare litterært interesserede, blandt andre Heurlin, Palm, Engeström og Agardh, og i denne kreds, den såkaldte Härberget, der med undtagelse af Agardh alle stod uden for de kæmpende skoler, var også Tegnér en af de ivrigste deltagere og den eneste, som trådte frem i den litterære kamp. Efter foreløbig at have givet en rent personlig harme luft i det parodiske digt "Hammarspik" var han en tid lang optaget af at arbejde på et tidsskrift, rettet mod den nye skole, men planen strandede på, at meningerne i Härberget var delte, og Tegnér kom derfor til at stå alene i sin strid.
Striden
Striden indledtes med Nyåret 1816 og Gravdikt över Elof Tegnér, med udfald mod den tågede, kraftløse romantiske digtning, og han fortsatte i sin tale ved reformationsjubelfesten 1817. Hans karakteristik af Luther er lidet rammende; i sin fremhævning af det ridderlige og eventyrlige er den mere betegnende for forfatteren, der på lignende måde priser reformationsårhundredet, 1500-tallet, mere for dets humanistiske end dets religiøse bestræbelse, fremhæver dets frigørelse og slutter med at betegne den frembrydende tid som i højeste grad betænkelig. Talens litterære indhold vakte misstemning i alle lejre, men den lagde sig hurtigt, især i de akademiske kredse. Han valgtes 1818 ind i Akademiet, og i sin Inträdestal over Oxenstierna, hvor han udtalte sig om æstetiske spørgsmål, har han i flere henseender søgt at forklare sig selv og undskylde sig over for kritikken af jubeltalen. Det sidste afgørende slag, mildnet, afklaret og værdigt, gav han i sin Epilog 1820 ved magisterpromotionen, hvor han indskærpede fordringen til kraft og klarhed i digtningen.

## Frithiofs saga
Sine digte offentliggjorde Tegnér i göternes og neutrernas organer Iduna og Stockholmsposten; de er stærkt götiske som "Asatiden", der havde Schillers "Die Götter Griechenlands’" til forbillede, og "Jätten", dityrambiske som "Sång till solen" og "Stjärnsången", men mest er han sig selv i "Karl XII", hvor han besynger det eventyrlige hos helten, og i "Sången", hvor poesien betegnes som udtryk for livets sundhed. Men størst interesse havde "Frithiof och Björn", og de tre andre sange, udgivet i Iduna 1820 og få år senere suppleredes med fem sange til, og som yderligere forøget til 24 romancer danner det i 1825 udgivne værk Frithiofs saga.
I denne moderniserede omdigtning af en oldnordisk saga har Tegnér givet en skildring af sin egen tids helteideal og samfundsopfattelse, medens kærlighedslivet og ikke vikingelivet har kastet glans derover. Han ser i hedenskabets Baldermyte en forberedelse for kristendommen og benytter den til udjævning og forsoning af det vilde og urkraftige. Dette mildnes, skønt toner av dyster fortvivlelse anslås i det senest skrevne digt "Frithiofs återkomst", hvor digterens personlige oplevelse har angivet tonen. Det stemningsrige værk vakte begejstring, da det udkom, og det erhvervede sin digter en berømmelse i ind- og udland, som ingen før havde haft i svensk litteratur. Det udkom i talrige oversættelser og var en tid lang et af de få nordiske digterværker, som ved oversættelser vandt europæisk berømmelse.
Forinden udgivelsen af Frithiofs saga havde Tegnér imidlertid vundet navnkundighed i Sverige ved idyllen Nattvardsbarnen (1820) og romancen Axel (1822). Det første giver i ypperlige heksametre en skildring af en konfirmation i en svensk landsbykirke, og det afsluttes efter den idylliske fremstilling med præstens tale, hvori Tegnér har givet sin personlige opfattelse og tolkning af religionens hovedlærdomme, hvorved han kommer til at give en meget smuk fremstilling af kærligheden, som lærens grundprincip, og af døden som kærlighedens alvorligere tvillingbroder. Axel er Tegnérs egentlige kærlighedsdigt, næst Frithiofs saga det berømteste, om end ikke lødigste af hans værker. Helteskildringen er her helt trængt tilbage for den opdigtede, romantiske kærlighedsskildring.
Desuden var han begyndt på et tredje stort digt "Gerda" eller "Helgonbacken"; men han nåede kun at fuldende de to første Sange, "Jätten Finn" om opbyggelsen af Lunds Domkirke og om Aksel Hvides møde med jættedatteren Gerda. Først mod slutningen af sit liv genoptog han emnet til fuldendelse, men heller ikke da nåede han at afslutte det, hans kraft var nedbrudt. "Gerda" skulle som Frithiof have behandlet kærlighedsforsagelsen; impulsen var en oplevelse netop på den tid. Erotisk skuffelse i forbindelse med økonomiske vanskeligheder og tiltagende sygelighed medførte den melankoli og fortvivlelse, der stadig lagde sig mere tyngende over hans sind og ofte formørkede det lange tider ad gangen.

## Bispeembede i Växjö
1823 blev embedet som biskop over Växjö Stift ledig; Tegnér og hans venner gjorde alt for, at den skulle blive ham tildelt, og med vemod bød han året efter Lund og studenterne farvel, for 1826 at flytte til Växjö og året efter at overtage embedet. Hans teologiske fordannelse havde ikke få mangler, og hans dogmetro var i høj grad forskellig fra datidens rettroenhed, og selv hans verdslige optræden, hans svulmende veltalenhed, vakte næsten forargelse i de gejstlige kredse, hvori han nu måtte præsidere, og i den lille bornerte bispeby. Under forberedelserne til valget opstod hans første melankolske sindsstemninger, og i "Mjältsjukan" gav han 1825 udtryk for den pessimisme, som også senere kom til orde i hans forskellige, lyriske digte og i hans skoletaler, og i hans politiske anskuelser og optræden.
Den digtning, som han håbede skulle bryde frem under opholdet i Växjö, blev ikke så mangfoldig eller omfattende, som han havde ventet. Det blev kun ved særlige lejligheder, at han frembragte digte; men disse var ganske vist også noget af det pragtfuldeste og mest storladne, som er fremstået i svensk litteratur. Et ypperligt lejlighedsdigt er således den magisterpromotionsepilog, som han fremsagde, da Oehlenschläger 1829 var gæst og digterkronedes i Lund, og et endnu mere storladent og festligt digt er "Vid Akademiens femtiåra minneshögtid" (1836). Men melankolien fik stadig mere overhånd, og ofte var hans sindsstemning så mørk og forvirret, at han måtte tage ophold på en sindssygeanstalt i Slesvig.
Året 1841 vendte han tilbage fra et sådant rekreationsophold, og han følte da lyst til at genoptage sin digtning, og den idylliske bryllupsskildring "Kronbruden" blev til, hvori han vender sig til besyngelse af lysets magter. Digtet, som først udkom efter forfatterens død, er i meget smukke strofer tilegnet Franzén; det blev Tegnérs sidste store arbejde; og foruden dette erhvervede kun det store "Till Karl XIV Johan", hvori han giver en karakteristik af den svenske nationalkarakter, og hans "Afsked med min lyra", forøget navnkundighed for forfatteren. Dog, Tegnér var ikke blot betydelig som digter, han var veltalende som ingen af hans samtid, og hans taler, blandt hvilke, foruden talen ved jubelfesten for reformationen (1817), særlig mærkes hans "Inträdestal i Svenska Akademien" (1819), hans afsluttende "Vid offentliga föreläsningarnas slut" (1824), samt hans udmærkede, skønt stærkt pessimistiske skoletaler, betegner en ny epoke i svensk veltalenhed.

## Breve
Hans mange ejendommeligheder lægger sig dog endnu stærkere for dagen i hans fængslende breve; han giver her med stor åbenhjertighed luft for sine stemninger og tanker ved dagens hændelser, og om religiøse, litterære og politiske spørgsmål, særligt i brevene til Carl Gustaf von Brinkman.
Tegnér var i en reaktionær tid forkæmper for frihed og oplysning, og ingen digter bragte svensk poesi så viden om som han. Og selv om hans digtning vidner om intim berøring med og påvirkning fra verdenslitteraturens ypperste mænd, har han dog præget den med sin personlighed og med den stil, som ved sine pragtfulde billeder og snildrigt formede sentenser, i rytmernes rigdom og mangfoldighed, har skaffet ham navn af den svenske litteraturs ypperste, ligesom den store rigdom af tanker har skaffet ham ry som en af litteraturens største ånder.

## Tegnérs skrifter
Af Tegnérs skrifter er foruden Smärre samlade skrifter (1838) udkommet følgende udgaver: Samlade skrifter (I—VII 1847—51) med levnedsskildring af svigersønnen Böttiger. De er senere udgivne i 3 bind (1860), på ny i 3 bind (1871-72) og i 2 bind som nationalupplaga ved Elof Tegnér (1871-72). Derefter udgavs samlede skrifter ved Ewert Wrangel og Fredrik Böök (I-X, 1919-25). I hundredåret efter hans fødsel udkom en Jubelfestupplaga i 7 bind (1882—85), samt Ur Esaias Tegnérs papper, begge ved Elof Tegnér. Desuden er særskilt udgivet: Tal vid särskilda tillfällen (I—III, 1831-42), Smärre dikter (1866), Kyrkliga tal (1873), Efterlemnade skrifter (I—III, 1873-74), Opuscula latino (1875), Filosofiska och estetiska papper (1913).